# Mala krvara
Mala krvara (božja brada, oskorušica, zmijska trava, dinjica, lat. Sanguisorba minor, sin. Poterium sanguisorba), višegodišnja zeljasta dvosupnica iz roda Sanguisorba, nekada uključivana u rod Poterium. Rasprostranjena je po srednjoj i južnoj Europi (uključujući Hrvatsku), jugozapadnoj Aziji i sjeverozapadnoj Africi.
Koristi se za jelo (listovi se mogu jesti sirovi, ili nakon kratkog kuhanja), podanak se koristi kao začin, a čitava biljka može se kuhati kao čaj. Ljekovita je, koristi se u liječenju katara crijeva, nadimanja i proljeva.

## Podvrste
- Sanguisorba minor subsp. balearica (Bourg. ex Nyman) Muñoz Garm. & C.Navarro